# Lucjan Miładowski
Lucjan Miładowski (ur. 29 sierpnia 1897 w Sokołówce k. Grodna, zm. 18 kwietnia 1975 w Edynburgu) – major piechoty Wojska Polskiego, kawaler Orderu Virtuti Militari.

## Życiorys
Był uczestnikiem III powstania śląskiego, od grudnia 1920 do 1 lipca 1921 roku członkiem Grupy Wawelberga. W 1923 roku pełnił służbę w 21pułku piechoty w Warszawie. W styczniu 1925 roku został przydzielony do Biura Ścisłej Rady Wojennej, a następnie przeniesiony służbowo do Gabinetu Ministra Spraw Wojskowych.
Był uwikłany w niewyjaśnioną sprawę „zaginięcia” generała brygady Włodzimierza Zagórskiego.
W grudniu 1926 roku został przydzielony do Samodzielnego Referatu Personalnego przy Generalnym Inspektorze Sił Zbrojnych na stanowisko referenta. Awans na kapitana otrzymał ze starszeństwem z dniem 1 stycznia 1927 roku. Na początku 1935 został wyznaczony na stanowisko adiutanta Generalnego Inspektora Sił Zbrojnych marszałka Józefa Piłsudskiego. 27 czerwca 1935 roku został awansowany na majora ze starszeństwem z dniem 1 stycznia 1935 roku i 51. lokatą w korpusie oficerów piechoty. Z dniem 1 sierpnia 1935 roku został przydzielony do Prezydium Rady Ministrów na sześciomiesięczną praktykę. Później został przeniesiony w stan spoczynku.
Po odejściu z wojska pracował w Dyrekcji Okręgu Poczt i Telegrafów w Warszawie. We wrześniu 1939 roku przekroczył granicę. Przez Rumunię przedostał się do Francji a stamtąd do Anglii. Po wojnie osiadł w Szkocji w Edynburgu gdzie zmarł 18 kwietnia 1975 roku i tam został pochowany na cmentarzu Mount Wernon.

## Ordery i odznaczenia
- Krzyż Srebrny Orderu Wojskowego Virtuti Militari[8] nr 7826 (27 czerwca 1922)[9]
- Krzyż Niepodległości z Mieczami (20 stycznia 1931)[10][11]
- Krzyż Kawalerski Orderu Odrodzenia Polski (16 marca 1934)[12]
- Srebrny Krzyż Zasługi (3 sierpnia 1928)[13][8]
- Medal Pamiątkowy za Wojnę 1918–1921[14]
- Medal Dziesięciolecia Odzyskanej Niepodległości[14]
- Odznaka Pamiątkowa Generalnego Inspektora Sił Zbrojnych (12 maja 1936)
- Krzyż Oficerski Orderu Krzyża Orła (Estonia, 1937)[7]